# Chondrosternum
Chondrosternum is een geslacht van rechtvleugeligen uit de familie sabelsprinkhanen (Tettigoniidae). De wetenschappelijke naam van dit geslacht is voor het eerst geldig gepubliceerd in 1960 door Beier.

## Soorten
Het geslacht Chondrosternum omvat de volgende soorten:
- Chondrosternum dohrni Brunner von Wattenwyl, 1895
- Chondrosternum triste Beier, 1960